# (1481) Tübingia
(1481) Tübingia est un astéroïde de la ceinture principale découvert le 7 février 1938 par l'astronome allemand Karl Wilhelm Reinmuth. Le lieu de découverte est Heidelberg (024). Sa désignation provisoire était 1938 DR.
Sa distance minimale d'intersection de l'orbite terrestre est de 1,865120 ua.